# Marina Lambraki-Plaka
Marina Lambraki-Plaka (griechisch Μαρίνα Λαμπράκη-Πλάκα, * 1939 in Arkalochori, Kreta; † 13. Juni 2022 in Athen) war eine griechische Kunsthistorikerin, Hochschullehrerin, langjährige Direktorin der griechischen Nationalgalerie und vom 28. August bis 23. September 2015 stellvertretende Ministerin für Kultur, Bildung und religiöse Angelegenheiten der Übergangsregierung unter der Premierministerin Vasiliki Thanou-Christofilou.

## Leben
Marina Lambraki-Plaka wuchs in einem Dorf in Kreta auf. Sie verließ mit 15 Jahren die Schule, nachdem sie die zweite Klasse des griechischen Gymnasiums abgeschlossen hatte, weil es an ihrem Wohnort keine weiterführende Schule gab. Mit 17 heiratete sie den Philologen Dimitris Plakas (1928–1992), ihren Mentor. Er verlangte von ihr, dass sie die Schule abschließen und studieren sollte. Nach ihrem Schulabschluss begann sie 1959 in Athen mit ihrem Studium.
Am 13. Juni 2022 starb Marina Lambraki-Plaka in Athen.

## Karriere
Von 1959 bis 1964 studierte Marina Lambraki-Plaka am Institut für Geschichte und Archäologie der Universität Athen und absolvierte ein Aufbaustudium in Klassischer Archäologie als Stipendiatin der Staatlichen Stipendienstiftung (I.K.Y. Ίδρυμα Κρατικών Υποτροφιών) zum Thema Vorsokratische Philosophie und Kunst. Von 1965 bis 1968 besuchte sie kunsthistorische Kurse bei Professor Pantelis Prevelakis an der Kunsthochschule Athen. Anschließend, von 1968 bis 1971, setzte sie ihre Studien mithilfe eines weiteren Stipendiums an der Pariser Sorbonne fort und belegte als Postgraduierte die Fächer Geschichte und Soziologie der Kunst. Nach der Aufteilung der Pariser Universität erwarb sie 1973 an der Université Paris 1 Panthéon-Sorbonne das Doctorat d’État ès Lettres (entspricht etwa einer Habilitation) in Kunstgeschichte mit Auszeichnung (mention très honorable). Titel ihrer von René Jullian betreuten Dissertation war: Antoine Bourdelle und Griechenland.
Sie ging zurück nach Griechenland und wurde 1975 zur ordentlichen Professorin für Kunstgeschichte der Hochschule der Bildenden Künste Athen (Ανωτάτη Σχολή Καλών Τεχνών) berufen. Sie war die erste Frau in der Geschichte der Hochschule, die als Professorin dort lehrte. Als Gastprofessorin ging sie auch an ausländische Universitäten in Frankreich, den USA sowie an die Philosophische Fakultät der Universität Kreta in Rethymno. Von ihren Studierenden wurde sie immer respektvoll „unsere Lehrerin“ (η δασκάλα μας) genannt.
1992 wurde Marina Lambraki-Plaka Direktorin der griechischen Nationalgalerie in Athen. Während ihrer Amtszeit wurde die Nationalgalerie modernisiert. Außerdem gründete sie neue Museumszweigstellen in der Provinz und erwarb 3.000 neue Werke, darunter zwei Gemälde von Domenikos Theotokopoulos (El Greco). Die meisten dieser Maßnahmen wurde durch private Sponsoren ermöglicht, die sie für das Museum warb. Unter ihrer Ägide fanden zahlreiche gut besuchte und beachtete Ausstellungen statt, wie zum Beispiel Von Theotokopoulos bis Cézanne, Athen – München, Athen – Paris oder El Greco, Identität und Transformation. Ihre Arbeit für die Nationalgalerie wurde in einem Nachruf folgendermaßen zusammengefasst:

«Η Μαρίνα Λαμπράκη-Πλάκα, με τον επίμονο τριακονταετή αγώνα της, μεγάλωσε, εκσυχρόνισε, διεύρυνε το κοινό της και παρέδωσε την Εθνική Πινακοθήκη στον 21ο αιώνα, ανοίγοντας το κεφάλαιο που δεν έχει ακόμη γραφτεί.»

„Μarina Lambraki-Plaka hat mit ihrem fast dreißigjährigen Kampf die Nationalgalerie vergrößert, modernisiert und für ein breiteres Publikum zugänglich gemacht, sowie dem 21. Jahrhundert übergeben und damit ein neues, noch ungeschriebenes Kapitel eröffnet.“

Sie veröffentlichte 21 Bücher sowie zahlreiche Studien und Artikel in Fachzeitschriften.

## Ehrungen (Auswahl)
- 1994 Verdienstorden der Italienischen Republik (Ordensklasse „Ritter“ (Cavaliere))
- 2004 Goldenes Kreuz des Ehrenordens von Griechenland (Χρυσός Σταυρός του Τάγματος της Τιμής)
- 2005 Orden der Künste und Literatur der Französischen Republik (Ordre des Arts et des Lettres, Ordensklasse „Ritter“ (Chevalier))
- 2007 Brigadegeneral für Literatur und Kunst der Italienischen Republik
- 2011 Ritter der Ehrenlegion der Französischen Republik (Légion d'Honneur)[6]

## Veröffentlichungen (Auswahl)
- 1985 Rodin und die altgriechische Kunst (Ο Ροντέν και η αρχαία ελληνική τέχνη). Nefeli, Athen, ISBN 978-960-211-723-1.
- 1986 Bauhaus (Μπάουχαους). Nefeli, Athen, ISBN 978-0-00-211119-5.
- 1991 Der Narr und seine Wahrheit (Ο γελωτοποιός και η αλήθεια του). Kastaniotis, Athen, ISBN 978-960-03-0609-5.
- 1999 El Greco, der Grieche (El Greco, ο Έλληνας). Kastaniotis, Athen, ISBN 978-960-03-2544-7.
- 2004 Die italienische Renaissance (Ιταλική Αναγέννηση). Kastaniotis, Athen, ISBN 978-960-03-3631-3.
- 2006 Spyros Papaloukas (Σπύρος Παπαλουκάς). Ellinika Grammata, Athen, ISBN 978-960-442-717-8.